# Delémont
Delémont (/dəlemɔ̃/, toponimo francese; in tedesco Delsberg, in italiano Delemonte, desueto, in romancio Delemunt, desueto) è un comune svizzero di 12 682 abitanti del Canton Giura, nel distretto di Delémont; ha lo status di città ed è capitale del cantone e capoluogo del distretto.

## Monumenti e luoghi d'interesse

### Architetture religiose

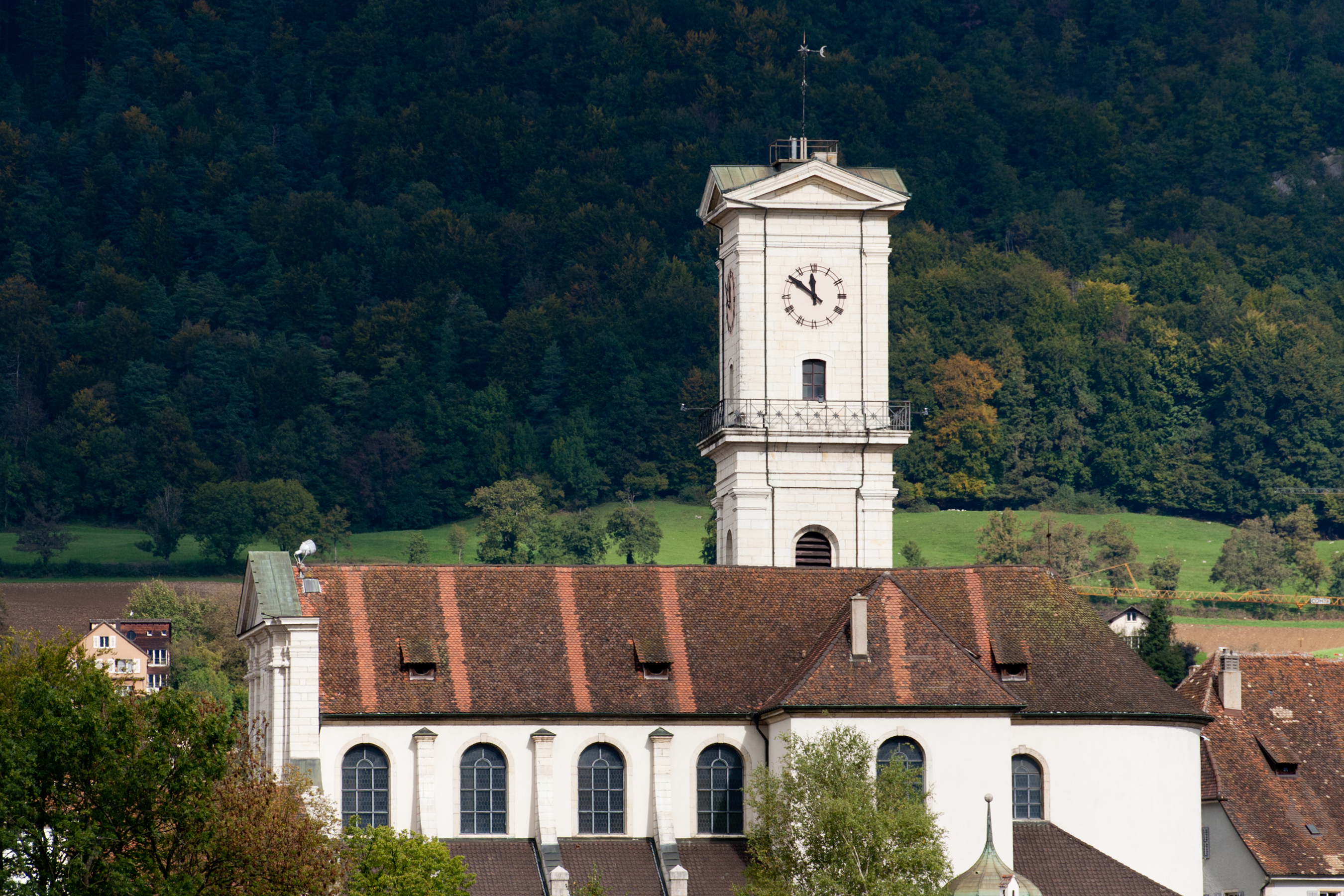
La chiesa di San Marcello

- Chiesa cattolica di San Marcello, attestata dal 1255 e ricostruita nel 1762-1767 da Pierre-François Paris[1];
- Chiesa di Nostra Signora (già di Saint-Imier) in località Vorbourg, ricostruita nel 1586[1].

### Architetture civili

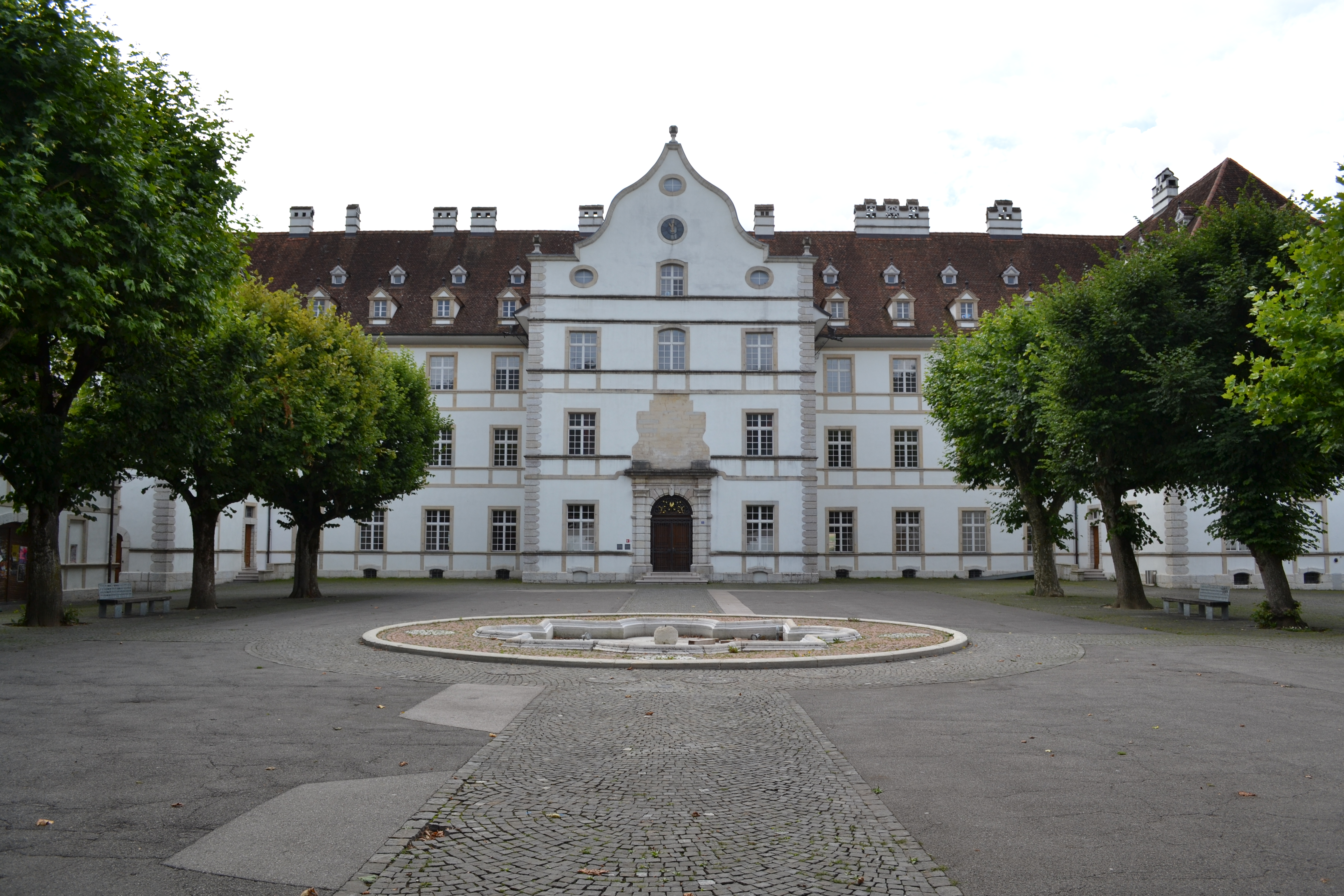
Il castello vescovile

- Castello vescovile, eretto nel XIV secolo e ricostruito nel 1716-1721 da Pierre Racine[1];
- Castello di Telsberg[1];
- Fontane monumentali[1] (alcune risalenti al 1500: Fontaine de la Vierge (o de Notre Dame), Fontaine de St-Maurice (o du Guerrier romain), Fontaine du Sauvage, Fontaine du Lion, Fontaine de la Boule)[senza fonte];
- Porte monumentali (Porte aux Loups e Porte de Porrentruy), che consentono l'accesso al centro storico[1].

### Siti archeologici
* Sito archeologico di Béridier.

## Società

### Evoluzione demografica
L'evoluzione demografica è riportata nella seguente tabella:
Abitanti censiti

## Infrastrutture e trasporti

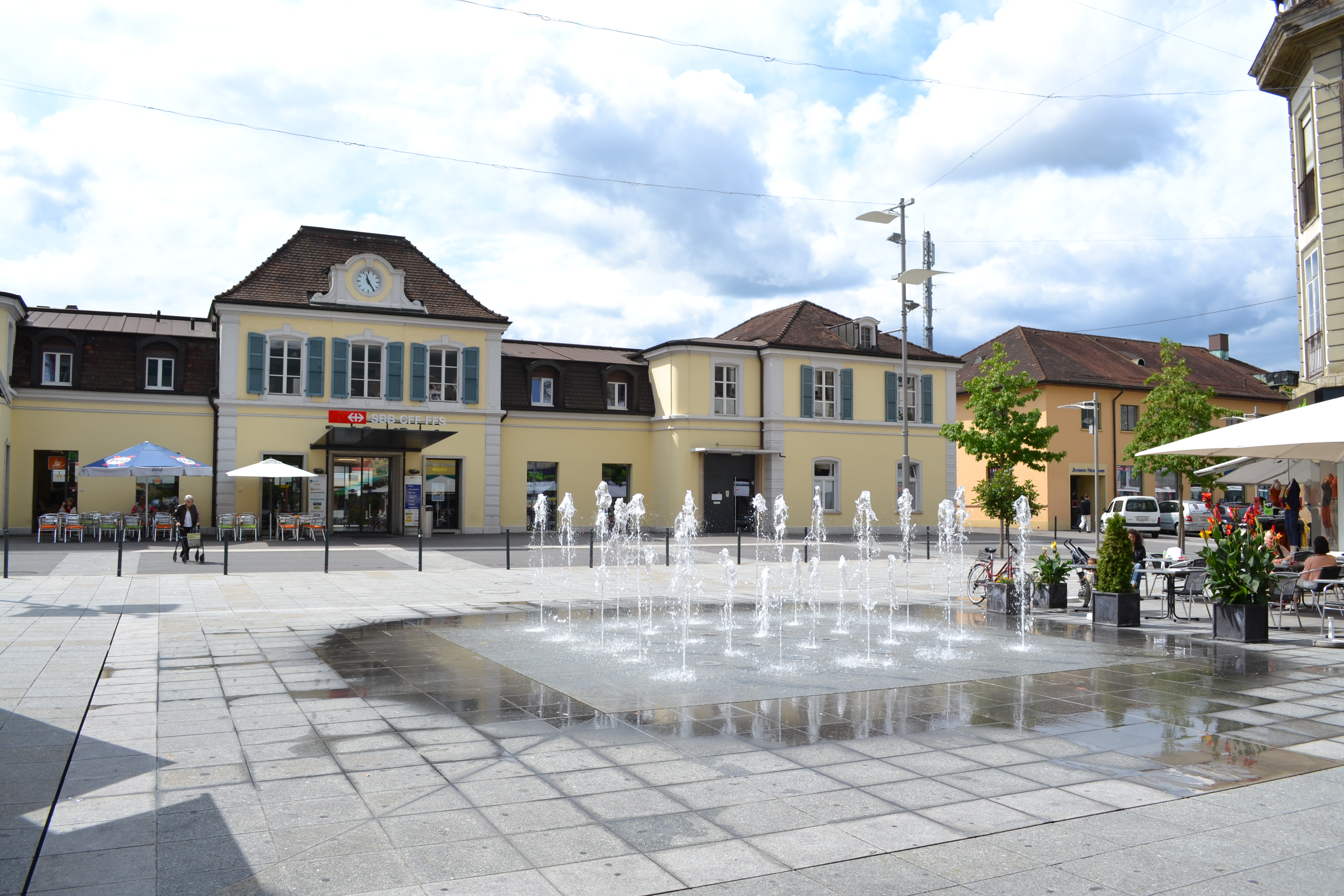
La stazione di Delémont

La città è ben collegata sia dalla ferrovia (stazione di Delémont, lungo le linee Basilea-Bienne, linea S3 della rete celere di Basilea, e Delémont-Delle), sia dall'autostrada (A16 Transgiurassiana).

## Amministrazione
Ogni famiglia originaria del luogo fa parte del comune patriziale che ha la responsabilità della manutenzione di ogni bene comune.